# Olympische Sommerspiele 1924/Leichtathletik – 400 m Hürden (Männer)

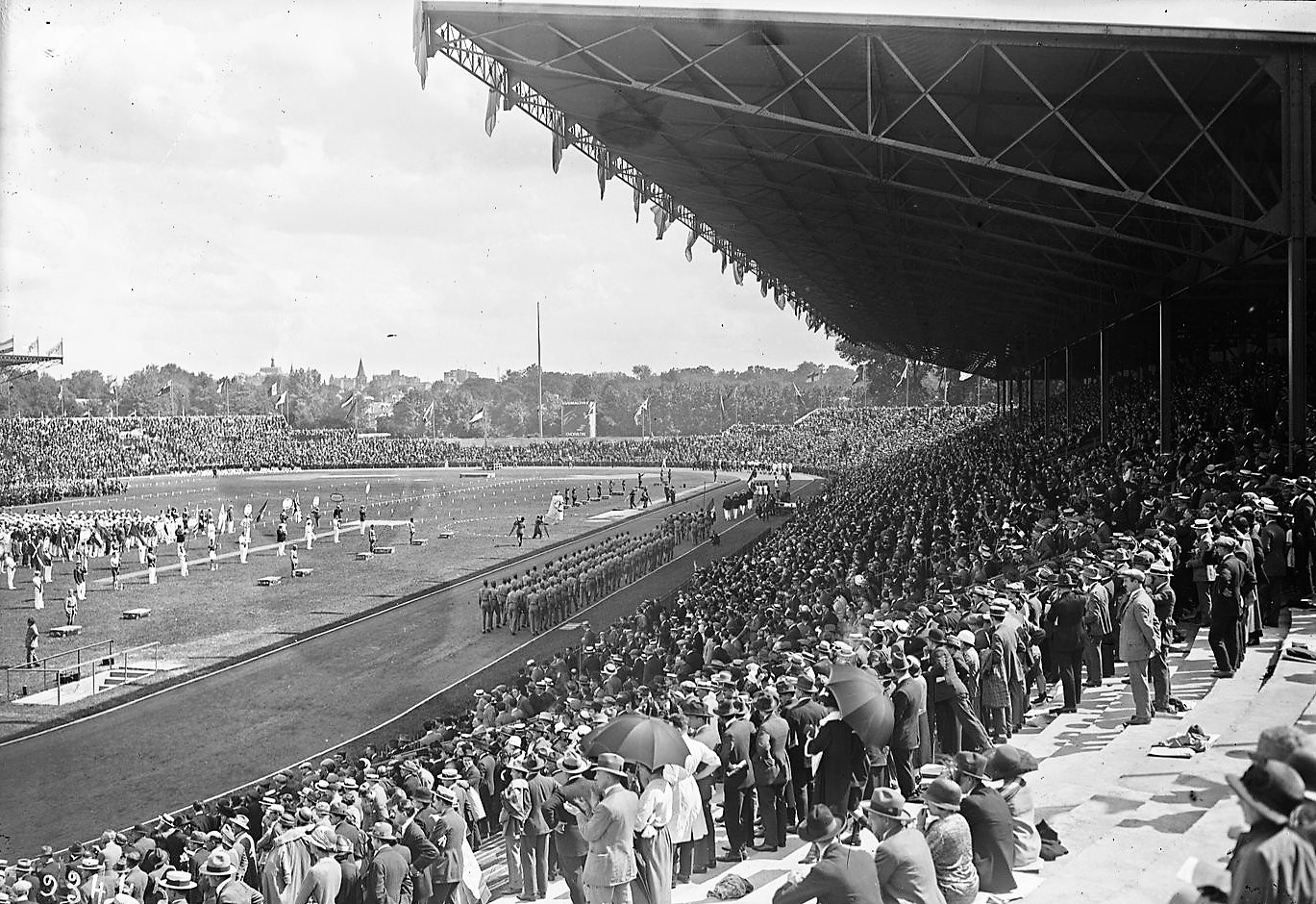
Das Olympiastadion während der Eröffnungszeremonie

Der 400-Meter-Hürdenlauf der Männer bei den Olympischen Spielen 1924 in Paris wurde am 6. und 7. Juli 1924 im Stade de Colombes ausgetragen. 23 Athleten nahmen teil.
Olympiasieger wurde der US-Amerikaner Morgan Taylor vor dem Finnen Erik Wilén. Bronze ging an Ivan Riley aus den USA.
Eine Besonderheit bei diesem Rennen bestand darin, dass die Stadionrunde in Colombes eine Länge von 500 Metern hatte.

## Rekorde
Der US-Amerikaner Ivan Riley – hier in Paris Olympiadritter – hatte am 31. Mai 1924 in Ann Arbor eine Zeit von 52,1 s erzielt. Jedoch wurde diese Zeit nicht als Weltrekord anerkannt, da er dabei – damals regelwidrig – eine Hürde umgestoßen hatte.

### Bestehende Rekorde
| Weltrekord         | 54,0 s | Frank Loomis ( USA) | OS Antwerpen, Belgien | 16. August 1920 |
| Olympischer Rekord | 54,0 s | Frank Loomis ( USA) | OS Antwerpen, Belgien | 16. August 1920 |

### Rekordverbesserung
Der finnische Olympiazweite Erik Wilén verbesserte den bestehenden Welt- und Olympiarekord im Finale am 7. Juli um zwei Zehntelsekunden auf 53,8 s.
Die Zeit von 52,6 s des US-amerikanischen Olympiasiegers Morgan Taylor war nicht bestenlistenreif, weil Taylor wie Ivan Riley bei seinem Rennen im Mai 1924 eine Hürde gerissen hatte. Die Rennergebnisse wurden den Läufern dagegen belassen. So wurde auch Taylor sein Olympiasieg zuerkannt. Das Verfahren erscheint zunächst kaum nachvollziehbar, hat aber durchaus auch heute noch eine Parallelität in den horizontalen Sprüngen aufzuweisen. Dort sind Weiten mit Windunterstützungen von mehr als zwei Metern pro Sekunde nicht bestenlistenreif. Auf diese Weise erzielte Wettkampfresultate werden betreffenden Athleten dennoch zuerkannt, auch wenn Kontrahenten im selben Wettbewerb Weiten bei regulärer Windunterstützung aufzuweisen haben. So wäre auch denkbar, dass ein Wettbewerber mit Weltrekord am Ende den betreffenden Wettkampf nicht gewinnt.

## Durchführung des Wettbewerbs
Die Athleten traten am 6. Juli zu insgesamt sechs Vorläufen an. Die jeweils zwei besten Läufer – hellblau unterlegt – erreichten das Halbfinale am gleichen Tag. In den beiden Vorentscheidungen qualifizierten sich die jeweils drei besten Läufer – wiederum hellblau unterlegt – für das Finale, welches am nächsten Tag stattfand.

## Vorläufe
Datum: 6. Juli 1924
Es sind nicht alle Zeiten überliefert.

### Vorlauf 1
| Platz | Name             | Nation | Zeit   | Anmerkung |
| ----- | ---------------- | ------ | ------ | --------- |
| 1     | Charles Brookins | USA    | 54,8 s |           |
| 2     | Humberto Lara    | Chile  | 56,5 s |           |
| 3     | Philip MacDonald | Kanada | 56,8 s |           |

### Vorlauf 2
| Platz | Name            | Nation     | Zeit   | Anmerkung |
| ----- | --------------- | ---------- | ------ | --------- |
| 1     | Chan Coulter    | USA        | 55,0 s |           |
| 2     | Erik Wilén      | Finnland   | 55,3 s |           |
| 3     | Louis Lundgren  | Dänemark   | 56,0 s |           |
| DNF   | Pierre Arnaudin | Frankreich |        |           |

### Vorlauf 3
| Platz | Name             | Nation       | Zeit   | Anmerkung |
| ----- | ---------------- | ------------ | ------ | --------- |
| 1     | Géo André        | Frankreich   | 56,0 s |           |
| 2     | Henri Thorsen    | Dänemark     | 57,2 s |           |
| 3     | Ioannis Talianos | Griechenland | 58,0 s |           |

### Vorlauf 4
| Platz | Name           | Nation         | Zeit   | Anmerkung |
| ----- | -------------- | -------------- | ------ | --------- |
| 1     | Roger Viel     | Frankreich     | 57,2 s |           |
| 2     | Martti Jukola  | Finnland       | 57,7 s |           |
| 3     | Wilfrid Tatham | Großbritannien | k. A.  |           |

### Vorlauf 5
| Platz | Name               | Nation         | Zeit       | Anmerkung |
| ----- | ------------------ | -------------- | ---------- | --------- |
| 1     | Morgan Taylor      | USA            | 55,8 s     |           |
| 2     | Frederick Blackett | Großbritannien | 56,9 s     |           |
| 3     | Enrique Thompson   | Argentinien    | 57,0 s     |           |
| 4     | Richard Honner     | Australien     | 58,5 s     |           |
| 5     | André Foussard     | Frankreich     | 1:00,0 min |           |

### Vorlauf 6
| Platz | Name              | Nation             | Zeit   | Anmerkung |
| ----- | ----------------- | ------------------ | ------ | --------- |
| 1     | Ivan Riley        | USA                | 55,4 s |           |
| 2     | Luigi Facelli     | Königreich Italien | 56,4 s |           |
| 3     | Jules Migeot      | Belgien            | 56,7 s |           |
| 4     | Warren Montabone  | Kanada             | k. A.  |           |
| 5     | Oscar van Rappard | Niederlande        | k. A.  |           |

## Halbfinale
Datum: 6. Juli 1924

### Lauf 1

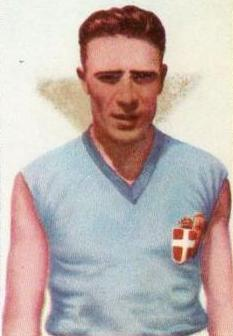
Luigi Facelli – ausgeschieden als Vierter des ersten Halbfinales
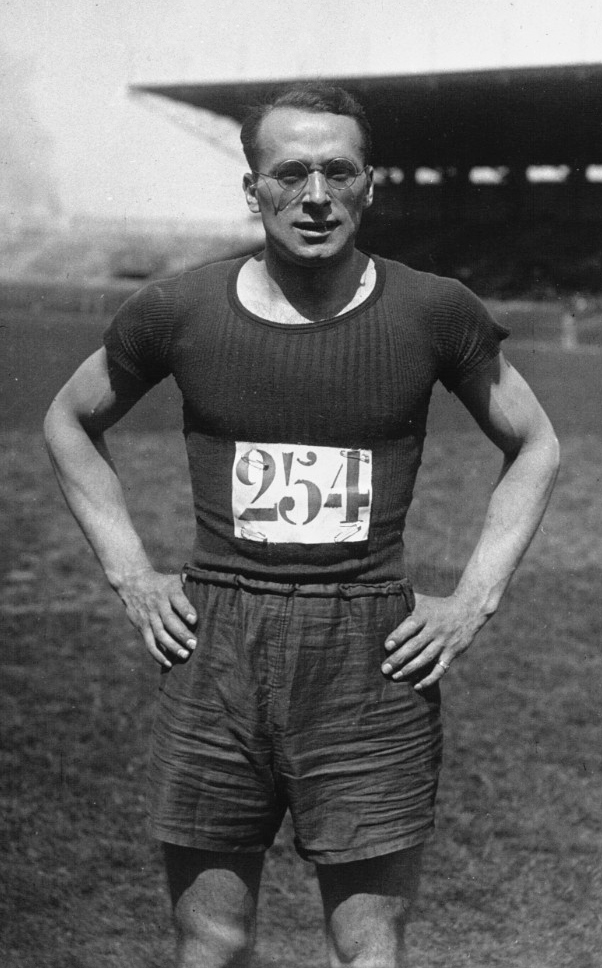
Roger Viel – ausgeschieden als Fünfter des ersten Halbfinales
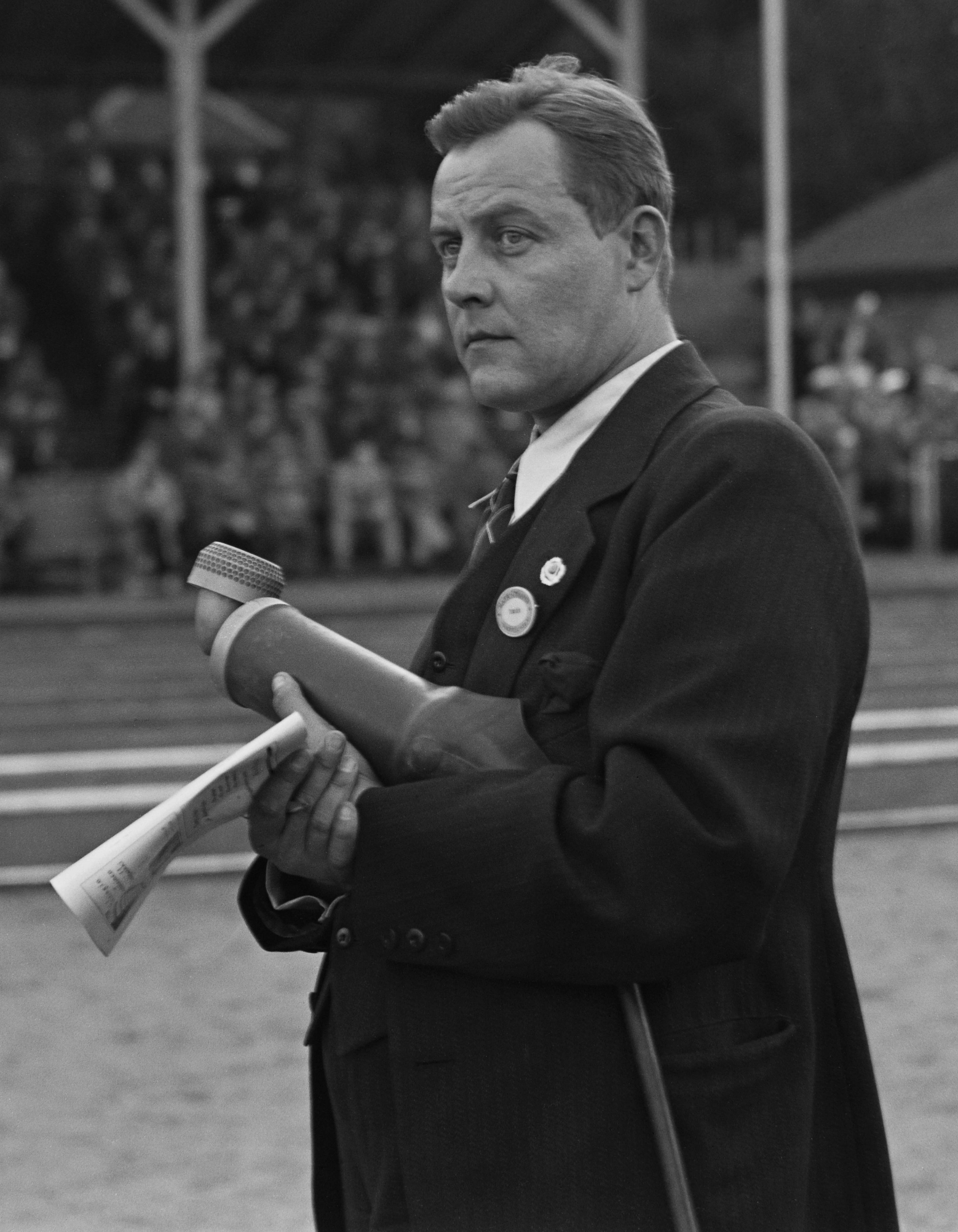
Martti Jukola (hier in den 1930er Jahren) – ausgeschieden als Fünfter des zweiten Halbfinales

| Platz | Name             | Nation             | Zeit   | Anmerkung |
| ----- | ---------------- | ------------------ | ------ | --------- |
| 1     | Charles Brookins | USA                | 54,6 s |           |
| 2     | Morgan Taylor    | USA                | 54,9 s |           |
| 3     | Erik Wilén       | Finnland           | 55,4 s |           |
| 4     | Luigi Facelli    | Königreich Italien | 55,6 s |           |
| 5     | Roger Viel       | Frankreich         | 56,7 s |           |
| 6     | Henri Thorsen    | Dänemark           | 57,3 s |           |

### Lauf 2
| Platz | Name               | Nation         | Zeit   | Anmerkung |
| ----- | ------------------ | -------------- | ------ | --------- |
| 1     | Ivan Riley         | USA            | 56,6 s |           |
| 2     | Géo André          | Frankreich     | 56,7 s |           |
| 3     | Frederick Blackett | Großbritannien | 58,4 s |           |
| 4     | Chan Coulter       | USA            | 58,6 s |           |
| 5     | Martti Jukola      | Finnland       | 58,6 s |           |
| 6     | Humberto Lara      | Chile          | 59,0 s |           |

## Finale
Datum: 7. Juli 1924
| Platz | Name               | Nation         | Zeit   | Anmerkung         |
| ----- | ------------------ | -------------- | ------ | ----------------- |
| 1     | Morgan Taylor      | USA            | 52,6 s |                   |
| 2     | Erik Wilén         | Finnland       | 53,8 s | WR                |
| 3     | Ivan Riley         | USA            | 54,2 s |                   |
| 4     | Géo André          | Frankreich     | 56,2 s |                   |
| DSQ   | Charles Brookins   | USA            |        | Bahn verlassen    |
| DSQ   | Frederick Blackett | Großbritannien |        | 3 Hürden gerissen |

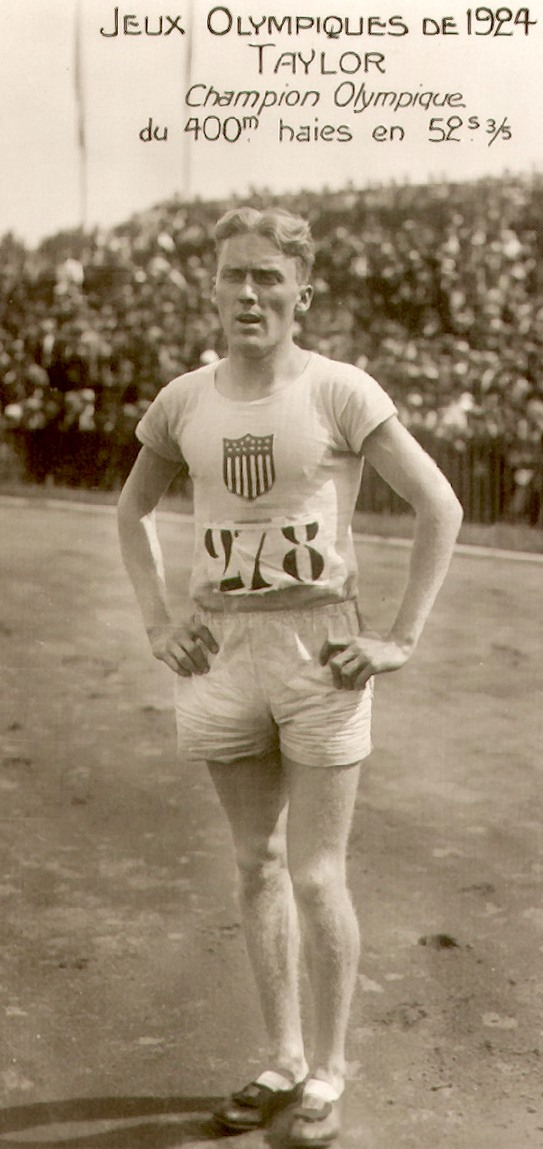
Olympiasieger Morgan Taylor

Mit großem Vorsprung entschied Morgan Taylor dieses Rennen für sich. Seine Zeit von 52,6 s konnte jedoch nach den damaligen Regeln nicht als Weltrekord anerkannt werden, weil er eine Hürde gerissen hatte. Der zunächst zweitplatzierte Charles Brookins wurde disqualifiziert, weil er teilweise außerhalb seiner Bahn gelaufen war. Erik Wilén rückte so auf den Silbermedaillenrang vor und war mit seiner Zeit von 53,8 s um 1,2 Sekunden langsamer als der Sieger. Dennoch wurde er zum alleinigen Inhaber des Weltrekords. Frederick Blackett hatte als Sechstplatzierter drei Hürden gerissen und wurde disqualifiziert. Auch in diesem Fall fanden die damals gültigen Regeln Anwendung, nach denen ein Läufer zu disqualifizieren war, wenn er mehr als zwei Hürden gerissen hatte. Nicht regelkonform wurde dagegen zwei Tage später für George Guthrie entschieden, der über 110 Meter Hürden ebenfalls drei Hürden umgestoßen hatte. Guthrie wurde nicht disqualifiziert, sondern von Rang drei auf Platz sechs zurückgestuft.
Morgan Taylors Goldmedaille bedeutete den fünften US-Sieg im fünften olympischen Finale in dieser Disziplin.
Erik Wilén erlief die erste finnische Medaille über 400 Meter Hürden.
Der Franzose Géo André, der Vierter wurde, nahm hier an seinen vierten Olympischen Spielen teil. Bei der Eröffnungsfeier hatte er den olympischen Eid gesprochen.

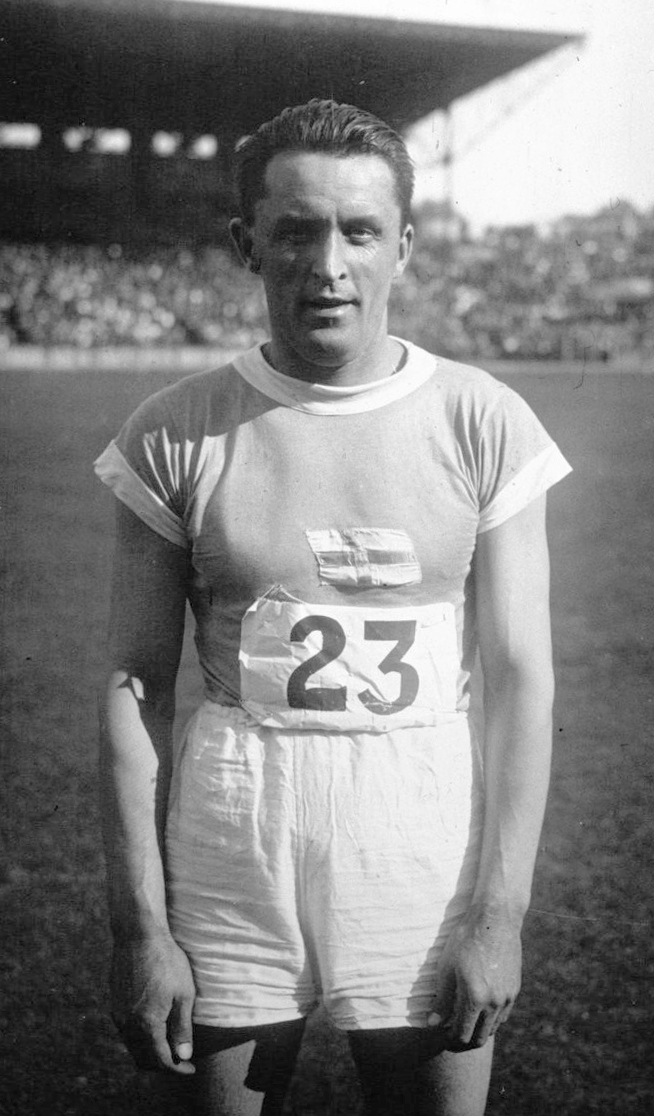
Silbermedaillengewinner Erik Wilén
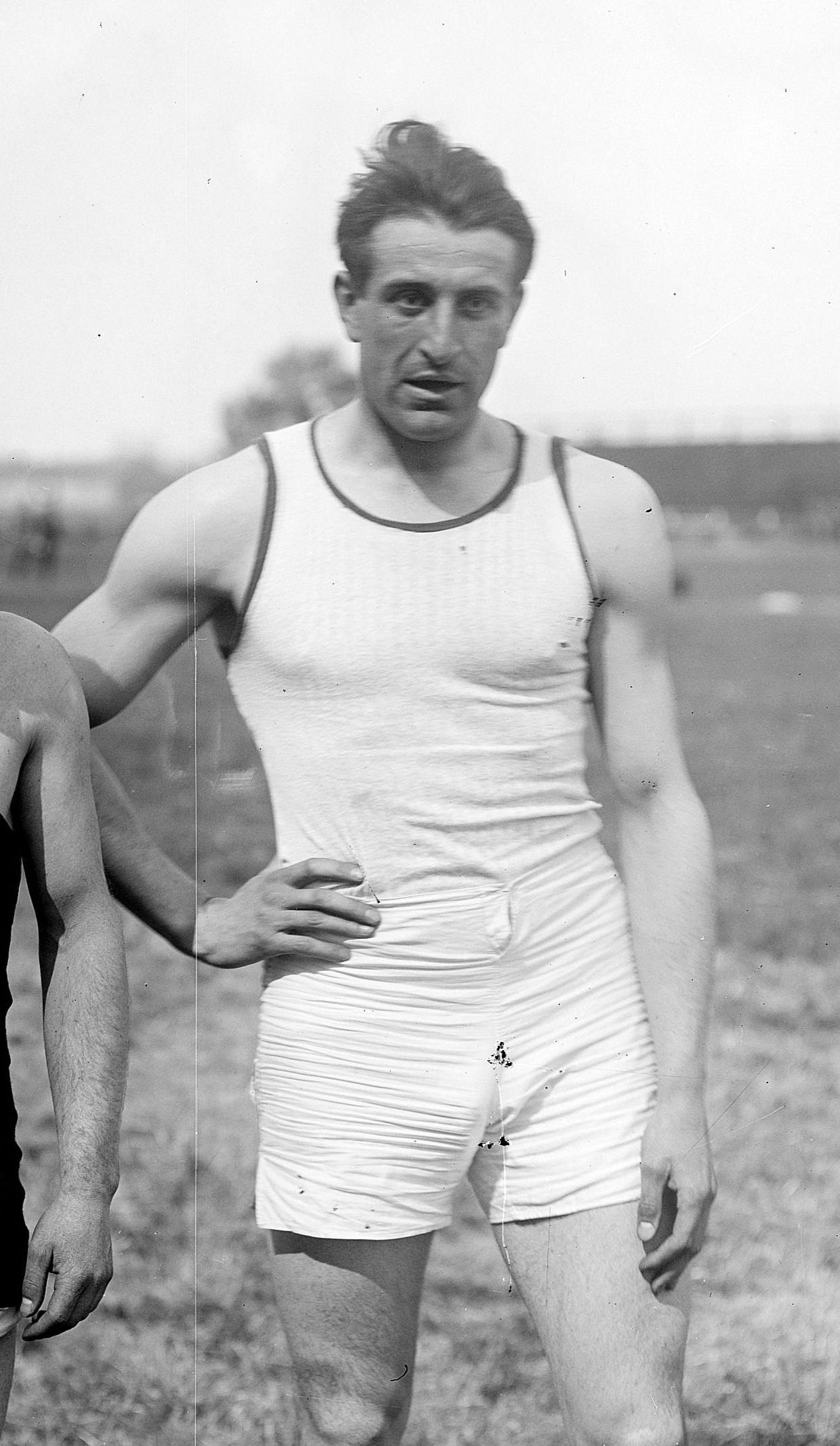
Géo André wurde bei seinen vierten Olympischen Spielen Vierter

## Video
- Morgan Taylor's first Olympic Gold - 400m Hurdles - Paris 1924 Olympic Games, youtube.com, abgerufen am 2. Juni 2021
- The Olympic Games in Paris, 1924 (1925 Documentary), youtube.com, Bereich: 42:37 min bis 43:12 min, abgerufen am 2. Juni 2021